# Pachyrhamma longicauda
Pachyrhamma longicauda is een rechtvleugelig insect uit de familie grottensprinkhanen (Rhaphidophoridae). De wetenschappelijke naam van deze soort is voor het eerst geldig gepubliceerd in 1959 door Richards.